# Adetus mirabilis
Adetus mirabilis es una especie de escarabajo del género Adetus, familia Cerambycidae. Fue descrita científicamente por Martins, Galileo & Santos-Silva en 2015.
Habita en Bolivia. Los machos y las hembras miden aproximadamente 9,7-10,3 mm. El período de vuelo de esta especie ocurre en el mes de noviembre.